# FC Barreirense

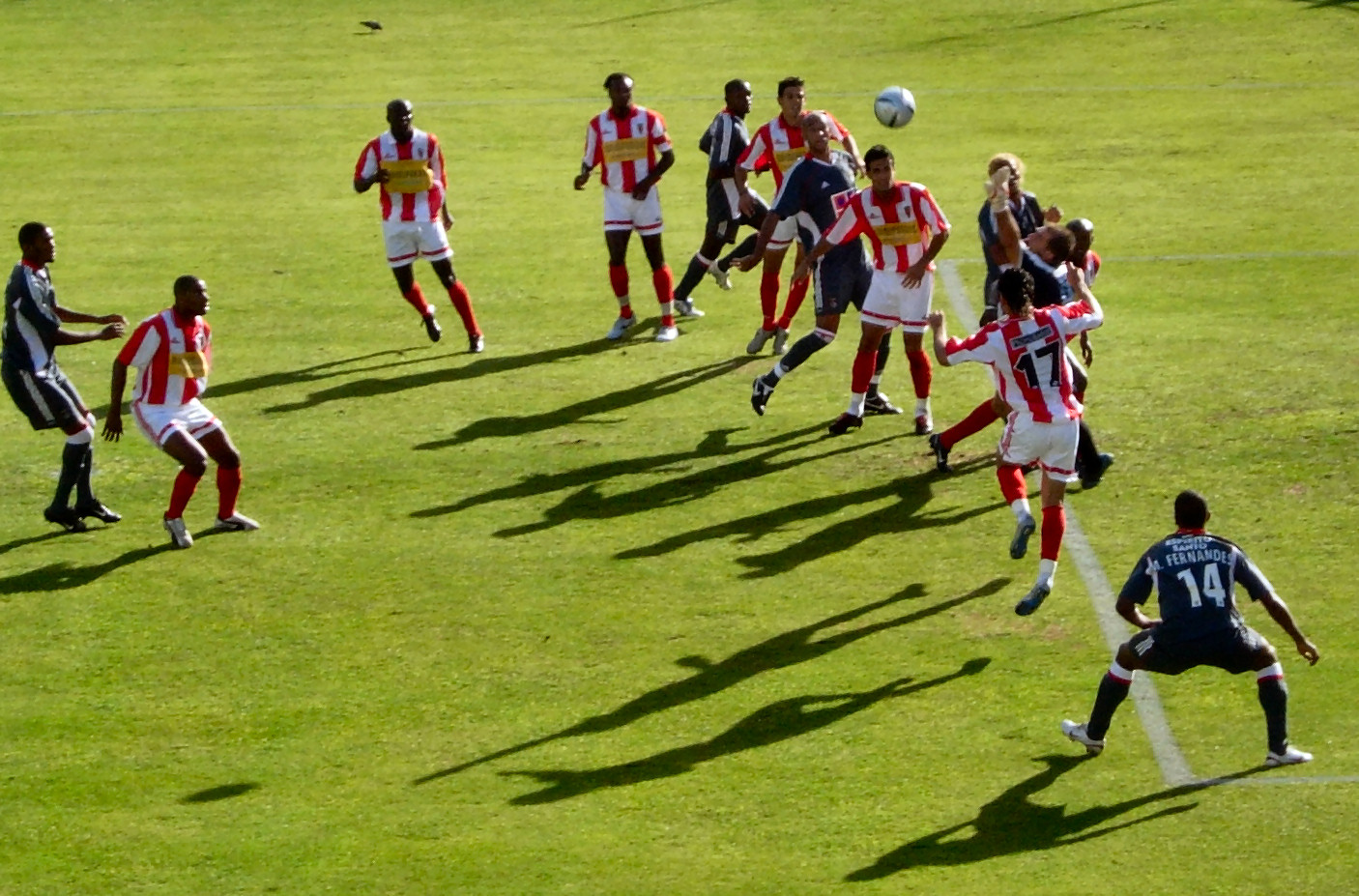
FC Barreirense in 2005

FC Barreirense is een Portugese sportclub uit Barreiro.
De club werd opgericht in 1911 en speelde vroeger vaak in de hoogste klasse maar is de laatste jaren in lagere klassen actief. In 2006 degradeerde de club naar de 3de klasse en in 2017 naar het vierde niveau.

## In Europa
#R = #ronde, T/U = Thuis/Uit, W = Wedstrijd, PUC = punten UEFA coëfficiënten .
Uitslagen vanuit gezichtspunt FC Barreirense
| Seizoen | Competitie           | Ronde | Land                 | Club          | Totaalscore | 1e W    | 2e W    | PUC |
| ------- | -------------------- | ----- | -------------------- | ------------- | ----------- | ------- | ------- | --- |
| 1970/71 | Jaarbeursstedenbeker | 1R    | Vlag van Joegoslavië | Dinamo Zagreb | 3-6         | 2-0 (T) | 1-6 (U) | 2.0 |

Totaal aantal punten voor UEFA coëfficiënten: 2.0